# Botgros

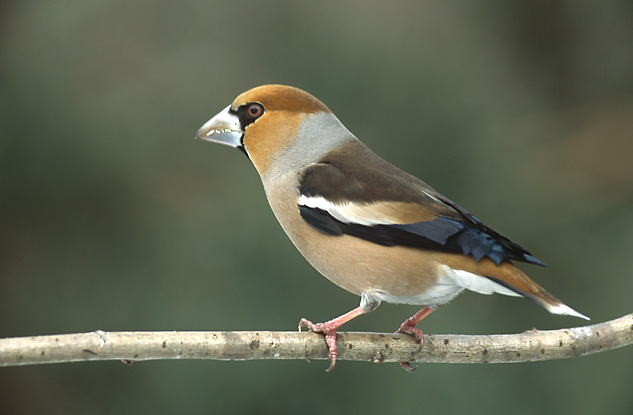
Botgros

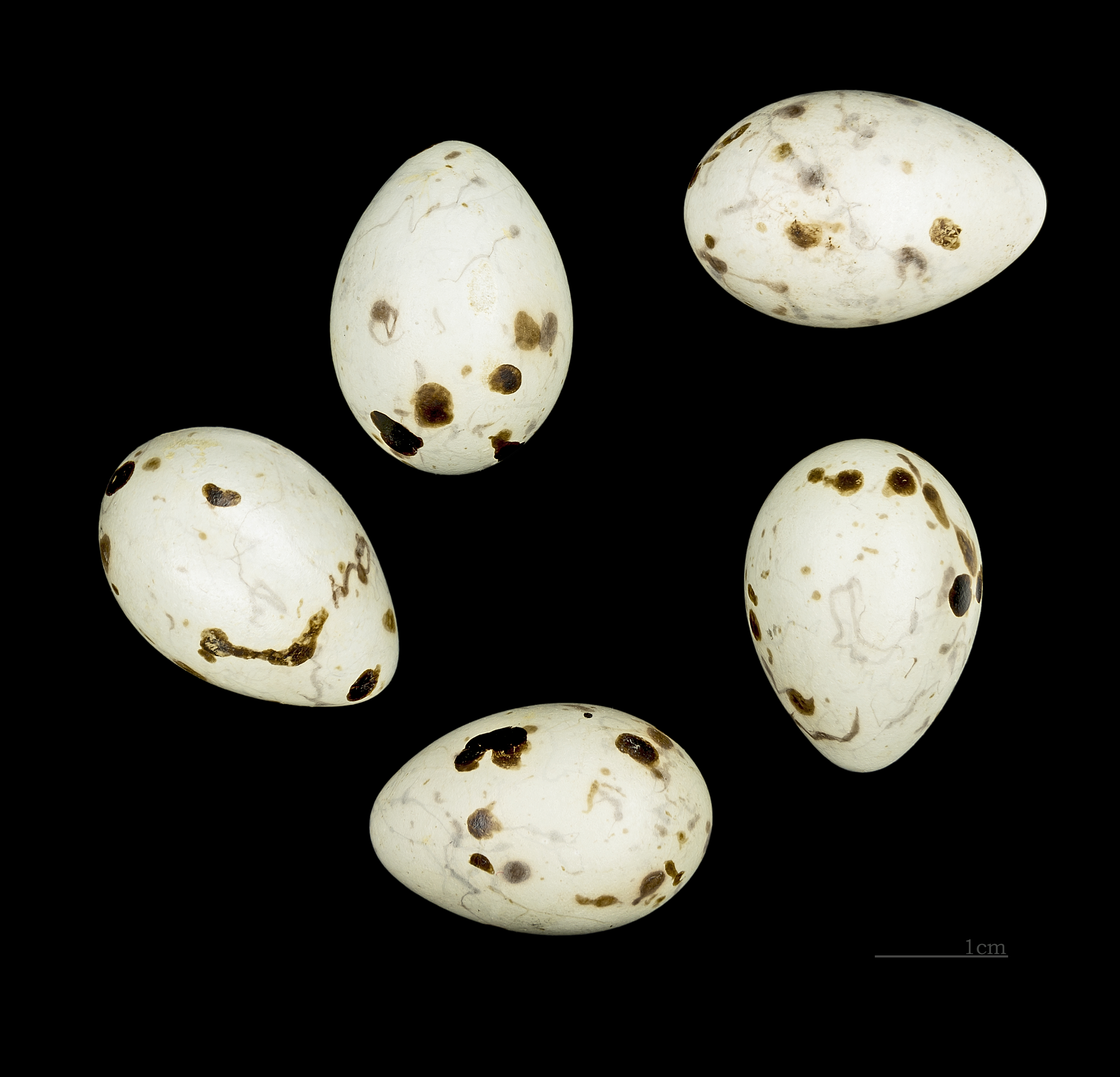
Coccothraustes coccothraustes

Botgrosul sau cireșarul (Coccothraustes coccothraustes) este o pasăre denumită după ciocul ei puternic cu care poate sparge ușor sâmburii de cireșe, vișine etc. Botgrosul face parte din familia Fringillidae. Arealul de răspândire este Europa, Africa de Nord, dar și Asia de Est și Japonia. Are penajul cafeniu-roșcat cu negru la bărbie și la aripi. Cuibărește în arborii și arbuștii din regiunile deluroase și de șes, îndeosebi în pădurile luminoase. Ouăle depuse în aprilie-mai, circa cinci într-un cuib, sunt verzi-albăstrui sau cenușii, fiind pătate cu negru. Incubația durează 13–14 zile, ouăle fiind clocite preponderent de femelă. Botgrosul migrează din Europa de Est spre vest sau sud și iernează pe teritoriul Turciei, Italiei.